# Goji Sakamoto
Goji Sakamoto (坂本 剛二 Sakamoto Gōji?,  Iwaki (Fukushima), 2 de noviembre de 1944-Hitachi (Ibaraki), 4 de noviembre de 2018) fue un político japonés del Partido Liberal Democrático, un miembro de la Cámara de Representantes en la Dieta (legislatura nacional). Nacido en Iwaki de la prefectura de Fukushima y graduado de la Universidad de Chuo, había servido en la asamblea de la ciudad de Iwaki desde 1972 y en la asamblea de la prefectura de Fukushima durante tres períodos desde 1975. En 1986, se postuló sin éxito para la Cámara de Representantes. Volvió a correr cuatro años después y fue elegido por primera vez.
El 4 de noviembre de 2018, Sakamoto murió de insuficiencia cardíaca en el hospital en Hitachi de la prefectura de Ibaraki. Tenía 74 años.